# André Lavacourt
Vous pouvez aider à l'améliorer ou bien discuter des problèmes sur sa page de discussion.
- Son admissibilité est à vérifier. Motif : Absence de sources secondaires centrées, les rares sources que j'ai pu trouver sont centrés sur les ouvrages de Lavacourt et non pas lui-même. Vous êtes invité à le compléter pour expliciter son admissibilité, en y apportant des sources secondaires de qualité. (Marqué depuis juin 2025)
- Il est orphelin : moins de trois articles lui sont liés. Aidez à ajouter des liens en plaçant le code [[André Lavacourt]] dans les articles relatifs au sujet. (Marqué depuis juin 2025)

Pour les articles homonymes, voir Lavacourt et Couturier.
André Lavacourt est un écrivain et journaliste français, né Pierre Couturier le 26 juin 1911 à Saint-Nazaire et mort le 2 juillet 1994 à Perpignan.

## Biographie
Né le 26 juin 1911 à Saint-Nazaire, Pierre Couturier soutient une thèse d'exercice en médecine en 1940, puis s'établit comme chirurgien-dentiste et stomatologue, en France puis en Algérie.
Il meurt le 2 juillet 1994 à Perpignan où il s'était retiré.

### Entreprise littéraire
Sous le pseudonyme d'« André Lava(u)court », il livre plusieurs textes dans des revues homosexuelles (Arcadie, Incognito Magazine, Gaycontacts, Man).
Surtout, il fait paraître en 1960 aux éditions Gallimard, le roman Les Français de la décadence. Publié à l'initiative de Raymond Queneau, l'ouvrage est remarqué par Lucien Rebatet, Roger Nimier, Kléber Haedens et Michel Déon.
Il propose par la suite plusieurs inédits à Gallimard, en vain.
Les Français de la décadence est redécouvert en 2024 par Juan Asensio, qui lui trouve une « puissance [...] étonnante, gargantuesque, énorme », et qui se lance dès lors dans une « quête bio-bibliographique ».

## Publications
- « Il pleut sur l'Oise », série de neuf nouvelles parue dans Tout et tout entre le 28 juin et le 23 août 1941.
- « Aspects d'Afrique du Nord », Arcadie, no 3, mars 1955, p. 33-38.
- « Aspects d'Afrique du Nord : morales », Arcadie, no 4, avril 1955, p. 28-36.
- « Le général de Gaulle est à l'Hôtel de ville », Arcadie, no 25, janvier 1956, p. 32-41.
- « Sérénade pour un traître », Arcadie, no 26, février 1956, p. 29-34.
- « Corydon chez Diafoirus », Arcadie, no 28, avril 1956, p. 32-38.
- Les Français de la décadence, Paris, Gallimard, 1960 (BNF 33072578).
- « Les Opinions de Jérôme Coignard : « Les Sodomites », chapitre non prévu par Anatole France », Incognito Magazine, no 1, 1977, p. 71-73.
- « Incompatibilité d'humeur : l'Église et la morale culière », Incognito Magazine, no 2, 1977, p. 52-59.
- « Toutes les avenues du pouvoir », Incognito Magazine, no 3, 1977, p. 46-50.
- « Nous sommes les autres : lettre ouverte à André Baudry », Incognito Magazine, no 4, 1977, p. 16-20.
- « Grandes amours et petites annonces », p. 36-41 ; et « Les histoires de Brahim : le Terroriste », Incognito Magazine, no 5, 1977.
- « Les histoires de Brahim : Faddoul ou la bénédiction », Gay Magazine, no 1, février 1978, p. 8-23.
- « C'était un malentendu ! », Gaycontacts, no 2, 1978, p. 16-20.
- « Oyé Paydérastoye », Man, no 1, octobre 1978, p. 28-34.